# دوماراتس (قرية)
دوماراتس (بالبولندية: Domaradz) هي قرية تقع في مقاطعة برزوزوف ضمن محافظة بودكارباتسكيه، في جنوب شرق بولندا. تُعد مركزًا إداريًا لـبلدية دوماراتس (Gmina Domaradz). تقع على بعد نحو 12 كيلومترًا شمال غرب مدينة برزوزوف، وحوالي 28 كيلومترًا جنوب العاصمة الإقليمية جيشوف.

## التراث الثقافي
تشتهر القرية بوجود كنيسة خشبية تاريخية تعود للقرون الوسطى، وهي واحدة من كنائس المنطقة المعروفة بهندستها المعمارية الخشبية. وقد تم إدراج إحدى كنائس دوماراتس القديمة ضمن قائمة مواقع التراث العالمي التابعة لليونسكو، كجزء من مجموعة "الكنائس الخشبية في كارباثيان".

## السكان والأنشطة الاقتصادية
يبلغ عدد سكان قرية دوماراتس حوالي 3600 نسمة وفقًا لتقديرات عام 2021، ويتميز المجتمع المحلي بطابعه الريفي والمحافظ.
تعتمد القرية اقتصاديًا على:
- الزراعة، حيث تُزرع الحبوب والخضروات ويُربى الماشية في المناطق المحيطة.
- الحرف التقليدية، مثل النجارة وصناعة الأثاث المحلي.
- السياحة الريفية، لا سيما زيارة الكنيسة المصنّفة ضمن التراث العالمي، والمشي في التلال القريبة التي تُشكل جزءًا من سلسلة جبال الكاربات.

كما أن موقع القرية القريب من جيشوف وبرزوزوف يجعلها منطقة مفضلة للسكن الريفي لمن يعملون في المدن المجاورة.